# Suingue (futebolista)
Álvaro Aparecido Pedro, mais conhecido como Suingue, (Rancharia, 13 de março de 1946 — Vitória, 15 de dezembro de 2013) foi um futebolista brasileiro, que atuava como meio campista. 

## Carreira

### Palmeiras
Suingue começou a jogar no Prudentina, em 1966 sobreviveu a um acidente de carro que vitimou seu companheiro de time Luiz Carlos Cunha. No mesmo ano foi contratado pelo Palmeiras, onde teve boas atuações, chegando a jogar na Seleção Brasileira, mas permaneceu reserva da dupla de meio campo Dudu e Ademir da Guia. Por isso, foi para o Fluminense em 1968.

### Corinthians
Depois de uma rápida passagem pelo Fluminense, Suingue seguiu para o Corinthians, onde alternava entre reserva e titular com Dirceu Alves, porque Rivellino era titular absoluto. No clube, teve altos e baixos, fazendo mais de cem partidas. Foi emprestado ao Vasco da Gama, para ter mais oportunidades. Voltou ao Corinthians em 1973, jogou no Remo e teve uma passagem pelo futebol mexicano, no Atlas. Ainda jogou por outros clubes menores até encerrar a carreira.

## Morte
Após se aposentar, Suingue foi treinador no Espírito Santo, e chegou a trabalhar como árbitro de futebol. 
Ele faleceu em 15 de dezembro de 2013, após problemas cardíacos, no Espírito Santo

## Títulos
Palmeiras
- Campeonato Paulista: 1966
- Campeonato Brasileiro: 1967[5]